# 안도라의 국장

안도라의 국장

안도라의 국장은 1969년에 제정되었다. 방패 안에는 네 개로 나뉜 작은 공간으로 나뉘어 있다.
왼쪽 상단에는 빨간색 바탕에 은색 주교관과 금색 주교의 지팡이가 그려져 있으며 오른쪽 하단에는 노란색 바탕에 두 마리의 빨간색 소가 그려져 있다. 은색 주교관과 금색 주교의 지팡이는 우르젤 주교의 상징이며 빨간색 소는 베아르 자작의 상징이다.
오른쪽 상단에는 노란색 바탕에 세 개의 빨간색 세로 줄무늬가 그려져 있으며 왼쪽 하단에는 노란색 바탕에 네 개의 빨간색 세로 줄무늬가 그려져 있다. 세 개의 빨간색 세로 줄무늬는 푸아 백작의 상징이며 네 개의 빨간색 세로 줄무늬는 아라곤 왕국의 상징이다. 국장 아래쪽에 있는 리본에는 안도라의 나라 표어인 "힘을 모으면 강해진다"("Virtus Unita Fortior")가 라틴어로 쓰여 있다.

## 그 외의 국장

안도라의 공동영주, 총리 전용 문장

## 역대 안도라의 국장

16세기 이전 안도라의 국장
1580년 안도라의 국장
1800년경 ~ 1959년 우르젤 주교 대표 안도라의 공동영주 전용 안도라의 국장
1870년경 ~ 1959년 프랑스 대표 안도라의 공동영주 전용 안도라의 국장
1800년경 ~ 1949년 안도라의 국장
1931년 ~ 1949년 안도라의 국장
1949년 ~ 1959년 안도라의 국장

## 같이 보기
- 안도라의 국기